# لويس مانويل اوريخويلا
لويس مانويل اوريخويلا (بالإسبانية: Luis Manuel Orejuela) (20 أغسطس 1995 بكالي في كولومبيا - ) هو لاعب كرة قدم كولومبي في مركز الدفاع. لعب مع أياكس أمستردام.

## روابط خارجية
- لويس مانويل اوريخويلا على موقع قاعدة بيانات كرة القدم.إي يو (الإنجليزية)
- لويس مانويل اوريخويلا على موقع ليكيب (الفرنسية)
- لويس مانويل اوريخويلا على موقع ناشيونال فوتبول تيمز (الإنجليزية)
- لويس مانويل اوريخويلا على موقع Soccerway.com (الإنجليزية)
- لويس مانويل اوريخويلا على موقع عالم كرة القدم.نت (الإنجليزية)
- لويس مانويل اوريخويلا على موقع AS.com (الإسبانية)